# 天地無用!
『天地無用!』（てんちむよう）は、AIC制作による日本のアニメシリーズ。略称は「天地」。

## 概要
岡山県の高校生、柾木天地を主人公とした物語。ひょんなきっかけから天地が様々な事情で地球にやってきた宇宙人たちの騒動に巻き込まれていくハーレムもの・ドタバタ・スペースオペラを融合したSFアニメである。2002年に発表された外伝『天地無用! GXP』では天地の後輩・山田西南が主人公となった。
1992年製作のOVA『天地無用! 魎皇鬼』（てんちむよう! りょうおうき）よりシリーズ開始。OVA第1期はパイオニアLDCのOVAレーベル「PACシリーズ」の第1期作品としてリリースされた。企画段階において原作者の梶島正樹が最初に命名したタイトルは単に『魎皇鬼』であったが、これではインパクトが弱いとスポンサーから指摘され、三浦亨（AIC社長）の提案で『天地無用!』が付け加えられた。
本作のOVAはレーザーディスク市場の拡大をねらったパイオニアLDCが製作参画したことで、ビデオディスクの高画質・高音質を活かしたクオリティの高い作風が支持され、原作のない完全オリジナル作品ながらOVAでは『機動警察パトレイバー』以来の商業的成功を収めた。1993年12月21・22・23日にテレビ朝日系列『冬休みアニメスペシャル』内において原作OVA第1話 - 第6話が放送、キッズステーションにおいても黎明期から2000年代前半まで断続的に放送され、OVAと接点のなかったアニメファンにも知れ渡り、1995年にはテレビアニメ化への基礎を築いた。さらにゲーム、ラジオドラマ、小説、漫画とさまざまなメディアに進出し、今日のメディアミックス展開のパイオニアとされる。しかし、本シリーズには梶島が当初、一部のファンに対して断片的に公表していた設定や公表していなかった裏設定などが多いため、これらを補うために他の作家が独自の設定を追加した結果、それぞれのメディアごとに設定の差異が生じてしまった（#書籍なども参照）。
2002年の『天地無用! GXP』以降の番組製作（出資）は日テレ系列のVAPに交代。パイオニアLDCは1999年以前のOVAの主製作のほかテレビアニメ・劇場版のパッケージソフトの権利を保持しており、ジェネオンエンタテインメント→NBCユニバーサル・エンターテイメントジャパンに社名変更した後の2006年にはDVD-BOX、2009年にはBD-BOXをリリースし、その後もリイシューを継続している。
2005年4月よりバンダイチャンネルで当時ソフト化されていた天地無用!シリーズの公式動画配信（有料）が開始。
2014年10月には、天地無用!20周年記念作品として「愛・天地無用!」が放送・公式動画配信された。
2015年11月28日に岡山県高梁市で行われたイベントで『天地無用!魎皇鬼 第四期』の制作が正式に発表された。2019年には『天地無用!魎皇鬼 第伍期』の製作が発表。
2022年12月23日に天地無用！シリーズ30周年記念作品と銘打って「天地無用！GXP～パラダイス始動編～」の制作発表が行われた。
梶島は三浦との対談で、「『天地無用!』シリーズは、本来は天地が単体の主人公ではなく、また、現在OVAで発表されているシリーズは『天地無用!』という作品の極一部でしかなく、第3期で第1部が完となり、構想の上ではすべてを合わせると第6部構成となり、第2部以降は天地がいる世界観で別の主人公になる」と明言している。
本作の舞台である岡山県の太老神社やキャラクター名の由来地は、作品のファンが現地に訪れる聖地巡礼の対象となっており、『美少女戦士セーラームーン』と並んでテレビアニメによる聖地巡礼現象の最初期の例として知られる。

## 登場人物
以下の人物が基本キャラクターとして、「砂沙美☆魔法少女クラブ」を除く全作品に登場する。「砂沙美☆魔法少女クラブ」では砂沙美、魎皇鬼、美星、鷲羽のみ登場する。
なお、下記の名前は梶島版におけるものであり、例えばねぎし版では天地以外に名字が設定されていないなど、派生作品では異なる場合がある。
- 柾木天地（まさき てんち）（声：菊池正美）
- 魎呼（りょうこ）（声：折笠愛）
- 柾木阿重霞樹雷（まさき あえか じゅらい）（声：高田由美 / 七緒はるひ）
- 柾木砂沙美樹雷（まさき ささみ じゅらい）（声：横山智佐）
- 魎皇鬼（りょうおうき）（声：小桜エツ子）
- 九羅密美星（くらみつ みほし）（声：水谷優子 / 富沢美智恵）
- 白眉鷲羽（はくび わしゅう）（声：小林優子）

## 作中設定
以下は原則として梶島版の設定である。

### 世界観
作品の舞台は、地球や宇宙空間など様々。『天地無用!』世界の銀河系では先史文明の影響により、地球を含む多数の星に交配可能な人間（それ以外の種族も）が存在し、いくつもの星間国家が形成されている。地球はそれら星間国家の一つである「樹雷」直轄の特別保護地域という建前になっているが、各国政府を含む地球人の大半はそのことを知らない。

### 樹雷
銀河連合最大規模の勢力を誇る、皇家を頂点とする王政国家で、主人公とヒロインもこの一族の一人。皇家の始祖が宇宙海賊だったせいか、堅苦しさを嫌う者が多い。成人した国民すべてが「闘士」と呼ばれる戦闘職を兼ねており、軍事国家としての色も濃い。そのため、樹雷に赴任する一般GP隊員（戦闘力では平民以下か、ぎりぎり互角）は度胸試しと称した歓迎を受ける。
科学技術が発達していることは言うまでもないが、文化的には古代(平安時代)以前の日本に似ているのも特徴。異母兄妹同士の婚姻が容認されているのもその一つである。なお近親婚に伴う生物学的問題は遺伝子工学によって解決されている模様。
樹雷皇家の者はそれぞれ「皇家の船」と呼ばれる宇宙船を持つ。他星の宇宙戦艦をも上回るエネルギーを生み出すことが出来る「皇家の樹」をコアとしており、外装も樹雷星特産の巨木によって作られている。知性も有しており、第一世代・第二世代の樹は自らの意志でパートナーを選ぶ。たとえ血が繋がっていなくとも、樹に選ばれれば皇家の一員となり、第一世代の樹に選ばれた者はそれだけで皇位継承権を得る。選ばれなかった皇族には第三世代の樹が支給される。世代が上の物ほど高い能力を持ち、船の名もコアになった樹と同じ名が付けられている。皇家の樹は大地に根付くと力を失ってしまう。その為、力を発揮できる状態を維持するためにコアユニットによって守られている。なお、船の外装はコアユニットのリミッターという側面があり、外装がなくてもコアユニット単体で船として機能する。コアユニット内部には広大な（第二世代で惑星数十個分の）亜空間を固定することができる。
また、光鷹翼（こうおうよく）と呼ばれる皇家の樹だけが生み出すことが出来る分析不能なエネルギー場を使えることも特徴。第一世代、第二世代は3枚、第三世代では複数の船が揃うことで3枚、津名魅は10枚使える。宇賀およびパートナーであれば樹の助力により個人レベルでも展開可能となる。なお、魎呼の持っていた3個の宝玉は、光鷹翼と同質のエネルギー源となっている（同じ"三命の頂神"である鷲羽の力が根源であるため）。
その他、樹の力は皇族の生体強化や延命調整（生体強化によって戦闘力が向上し、延命調整によって数千 - 数万年にもなる）にも用いられており、生身で戦う時もパートナーの樹からエネルギーの供給を受けることが出来る。なお、柾木船穂は瑞穂だけでなく、その双子の樹である霞鱗のエネルギーも使うことが出来る。
梶島版において確認されている「皇家の樹」とそのパートナーは以下の通り。第一世代の樹は全部で5本（神武を含めれば6本だが、津名魅によればさらにもう1本存在するとのこと）。
樹とパートナーのリンクを補佐には、枝と宝石化した樹液の塊を加工して作られた「キー」が用いられ、それぞれ形状が異なる。第一世代の樹のキーを特にマスターキーと呼ぶ。遥照や天地が用いた光線剣（天地剣）の柄は、本来は船穂のマスターキー。
- 始祖の樹・津名魅〔つなみ〕 - 柾木砂沙美
- 第一世代の樹
  - 霧封〔きりと〕 - 柾木阿主沙
  - 船穂〔ふなほ〕[注 5] - 柾木遥照
  - 神武〔かみだけ〕 - 山田西南
- 第二世代の樹
  - 水鏡〔みかがみ〕 - 神木瀬戸
  - ？？[注 6] - 天木佳月
  - 瑞穂〔みずほ〕 - 柾木船穂
  - 霞鱗〔かりん〕 - 柾木美砂樹
  - 龍皇〔りゅうおう〕 - 柾木阿重霞
  - 瑞輝〔みずき〕 - 正木（柾木）霧恋
- 第三世代の樹
  - 水薙〔みずなぎ〕 - 竜木西阿
  - 鏡子〔きょうこ〕[注 7] - 神木ノイケ〈鷲羽による強化改造がなされている〉
- 第四世代の樹
  - 穂野火〔ほのか〕 - 立木林檎〈鷲羽による強化改造がなされている〉

以下は奥田版にのみ登場。
- 世代不明
  - ナナシ（樹雷創生の黎明期に生まれたとされる樹。鬼子であり第一級重要機密）

なお神武だけは船ではなくコアに幼生固定された樹を用いた巨大ロボットであり、その姿は『デュアル!ぱられルンルン物語』に登場するZINVに酷似している。

### 国家・勢力
世二我
樹雷とならぶ軍事国家。GPの舞台の中心となった国でもある。
宇宙海賊
魎呼のような一匹狼からシャンクギルドのような大組織まで様々な海賊が存在する。劇中では主に銀河連盟に加盟していない（できない）星々の営利目的で行われている。「GXP」などに登場したダ・ルマーギルドなどの組織でも荷物（物資）さえ手に入れば手荒なことはしない者が多いが、加虐趣味のある一族が率いるシャンクギルドや海賊時代にさして物を考えていなかった魎呼によってかなりの被害が出た例も存在する。
GP〔ギャラクシーポリス〕
その名の通り銀河警察。国際的な警察活動と中立を保つために独立採算制をとっているため、活動資金源として運輸業を行っている。元々は世二我の私設軍を中心とした軍部門が中核となっていたが、治安が安定するにつれて軍部門の規模は縮小され、現在は警察部門内の特別課扱いとなっている。また、警察部門と軍部門は犬猿の仲である。
銀河アカデミー
惑星系一つを丸ごと使った巨大な学園。かつては樹雷皇立アカデミーだったが、約2万年前に独立した。GPアカデミーもその一部である。
アイライ
宇宙最大の宗教国家。とある事件以降鎖国中。
高位次元知性体
「神」と呼びうるほどの能力を備えた存在。特に高い能力を持つとされる「三命の頂神」を始め、過去数十件の遭遇事例がある。

## アニメ

### 天地無用! 魎皇鬼
シリーズの基礎となる最初に製作されたOVAシリーズ。作品名表記は第三期以降、漢数字になっている。
- 第1期は1992年 - 1993年に製作された。パイオニアLDCより発売。全6巻＋1巻。LD、VHSで発売された（後にDVD、ブルーレイで再発売）。

- 第2期は1994年 - 1995年に製作された。パイオニアLDCより発売。全6巻＋番外編1巻。第1期同様LD、VHSで発売され（後にDVD、ブルーレイで再発売）。

- 第三期は2003年 - 2005年に製作された。制作はVAP・日本テレビに変更。全6巻+1巻。各巻、DVD版での発売の後、「纏」として、DVDは全7巻で2011年に、ブルーレイは全1巻で2017年に発売された。

- 第四期は2015年11月28日に高梁アニメ祭にて制作発表が行われた。発売元はラクセント、販売元はフロンティアワークス。第1巻は2016年11月30日発売。本作は全話ブルーレイのみの発売となっている。

- 第伍期は第1巻の2020年2月28日販売開始を皮切りに全6巻が発売されている。発売元はEXNOA（DMM.com）のホビボックスレーベル。

- 2022年12月23日に「天地無用！GXP～パラダイス始動編～」の制作発表が行われている。OVA『天地無用! 魎皇鬼』の第四期と第伍期を補完する外伝で、山田西南側の視点で語られる物語となる。天地無用！シリーズ30周年記念作品となっている。

#### ストーリー （OVA）
封印されていた鬼、魎呼を復活させ、様々な事情で地球にやってきた宇宙人たちに振り回される日々を過ごす天地だったが、今度は樹雷王国の力の謎を解き明かそうとする悪の科学者・神我人の陰謀に巻き込まれていく…。
第1期は主要登場人物が登場しストーリーが進む、第2期はDr.クレーを敵役として登場人物の過去の経歴やシリーズ全般の謎と伏線を主体に展開、第3期ではZと神木ノイケにまつわる話を中心に物語の核心を主体に話が展開していき、梶島正樹による構成上の第1部が完結している。第4期は、第3期第7話（プラス1）のサイドストーリーである玲亜の結婚と剣士の誕生にまつわる話である。第5期は、剣士の成長と、それを見守る天地の変化を中心に描かれ、『異世界の聖機師物語』のオープニングにつながって終わる。
- 設定上の歴史経過としては、多少前後したり重なっていたりする部分もあるが、TVA「デュアル!ぱられルンルン物語」が最も古い時代で、小説「真・天地無用! 魎皇鬼」、OVA「天地無用! 魎皇鬼」第1期、OVA「天地無用! 魎皇鬼」第2期、OVA「天地無用! 魎皇鬼」第3期と続き、OVA「天地無用! 魎皇鬼」第4期と小説「真・天地無用! 魎皇鬼外伝 天地無用! GXP」が同時期で、その後にOVA「天地無用! 魎皇鬼」第5期と小説「パラダイスウォー」が同時期でつながり、OVA「天地無用! 魎皇鬼」第5期のエンディングがTVA「異世界の聖機師物語」につながっている。
- 小説「真・天地無用! 魎皇鬼外伝 天地無用! GXP」とTVA「天地無用! GXP」との間には設定に違いがあり、OVA「天地無用! 魎皇鬼」は小説「真・天地無用! 魎皇鬼外伝 天地無用! GXP」側の設定に準拠している。

#### スタッフ （OVA）
|                          | 第1期                                | 第2期              | 第2期              | 第3期                                                                                    | 第4期                               | 第5期                                                                     |
| 番外編                   | 第1期                                | 8 - 13話           |                    | 第3期                                                                                    | 第4期                               | 第5期                                                                     |
| ------------------------ | ------------------------------------ | ------------------ | ------------------ | ---------------------------------------------------------------------------------------- | ----------------------------------- | ------------------------------------------------------------------------- |
| 原作                     | 梶島正樹、林宏樹 （原案）            | 梶島正樹 （原案）  | 梶島正樹 （原案）  | 梶島正樹                                                                                 | 梶島正樹・AIC                       | 梶島正樹・AIC                                                             |
| 総監督                   |                                      |                    |                    |                                                                                          | 梶島正樹・AIC                       | 梶島正樹・AIC                                                             |
| 監督                     | 林宏樹（1 - 6話） 八谷賢一 (SPECIAL) | 小沢一浩           | 八谷賢一           | 八谷賢一                                                                                 | 高橋英俊                            | 元永慶太郎 村山靖（助監督）                                               |
| シリーズ構成             |                                      |                    |                    | 黒田洋介                                                                                 | 白根秀樹                            | 白根秀樹                                                                  |
| メカニックデザイン       |                                      |                    |                    | 寺岡賢司                                                                                 |                                     |                                                                           |
| コンセプトデザイン       |                                      |                    |                    | 竹内敦志（#5から）                                                                       |                                     |                                                                           |
| キャラクター原案         |                                      |                    |                    |                                                                                          | 梶島正樹                            | 梶島正樹                                                                  |
| キャラクターデザイン     | 梶島正樹                             | 梶島正樹           | 梶島正樹           | 梶島正樹                                                                                 | 小田武士                            | 崎本さゆり                                                                |
| 総作画監督               | 梶島正樹                             | 梶島正樹           | 梶島正樹           | 北島信幸（キャラクター、#4まで） 梶島正樹（キャラクター、#6・#7） 西井正典（メカニック） | 小田武士                            | 崎本さゆり、烏宏明                                                        |
| デザインワークス         | 竹内敦志                             | 竹内敦志           | 竹内敦志           |                                                                                          |                                     |                                                                           |
| 衣装デザイン             |                                      |                    |                    |                                                                                          | 下條祐未                            |                                                                           |
| プロップデザイン         |                                      |                    |                    |                                                                                          | 齋藤温子                            |                                                                           |
| 美術監督                 | 脇威志                               | 根崎知恵子         | 脇威志             | 高山八大→渡辺佳人（#5から）                                                              | 池田勉                              | 宮本実生（第1話） 甲斐政俊（第2話）                                       |
| 色彩設計                 | 川見拓也                             | 川見拓也           | 江口哲治           | 松山愛子                                                                                 | 最相茂                              | 川見卓也                                                                  |
| 3Dディレクター           |                                      |                    |                    | 井口光隆                                                                                 |                                     |                                                                           |
| コンポジットディレクター |                                      |                    |                    | 中島秀剛                                                                                 |                                     |                                                                           |
| 撮影監督                 | 小西一廣                             | 藤田正明           | 佐藤均             |                                                                                          | 桑良人                              | 服部安                                                                    |
| 編集                     | 辺見俊夫、船見康恵                   | 辺見俊夫、船見康恵 | 辺見俊夫、船見康恵 | 西重成→右山章太 (#7)                                                                     | 柳圭介                              |                                                                           |
| 音響監督                 | 本田保則                             | 本田保則           | 本田保則           | 本田保則                                                                                 | 本田保則                            | 本田保則                                                                  |
| 音楽                     | 長岡成貢                             | 長岡成貢           | 長岡成貢           | 多田彰文                                                                                 | Crunch All Stars + 酒井良           | 折倉俊則、柳英一朗、山田宇宙、西坂恭平、湊 賀久 (Composers from STRIKERS) |
| プロデューサー           | 山下泰司→森尻和明 太田泉→山田久郎    | 森尻和明           | 森尻和明           | 山下洋→中谷敏夫 植野浩之→君嶋由紀子 植田泰生、大橋豊                                     | 細野剛、張勇、西矢泰之、葛仰骞      | 川村仁、竹村崇史、佐久間文人                                              |
| プロデューサー           | 井上博明                             | 井上博明           | 井上博明           | 井上博明                                                                                 | 松本正義                            | 松本正義                                                                  |
| プロデューサー           | 長谷川康雄                           |                    |                    |                                                                                          |                                     |                                                                           |
| 制作                     | AIC                                  | AIC                | AIC                | AIC                                                                                      | AIC、C2C                            | AIC                                                                       |
| 制作協力                 |                                      |                    |                    | ビースタック                                                                             |                                     | エー・ライン                                                              |
| 製作                     | PIONEER LDC                          | PIONEER LDC        | PIONEER LDC        | 日本テレビ、バップ （製作・著作）                                                        | 「天地無用!魎皇鬼」第四期製作委員会 | 「天地無用!魎皇鬼」第伍期 製作委員会                                      |

#### 主題歌 （OVA）
第1期
オープニングテーマ「天地無用! 魎皇鬼のテーマ」
作曲・編曲 - 長岡成貢
エンディングテーマ「恋愛の才能」
作詞 - 枯堂夏子 / 作曲 - 松宮恭子 / 編曲 - 藤原いくろう / 歌 - 横山智佐
第2期
オープニングテーマ「ぼくはもっとパイオニア」
作詞 - 枯堂夏子 / 作曲 - 前田克樹 / 編曲 - 藤原いくろう / 歌 - 横山智佐
エンディングテーマ「月のTRAGEDY」
作詞 - 枯堂夏子 / 作曲 - 石黒孝子 / 編曲 - 藤原いくろう / 歌 - 折笠愛
挿入歌「鷲羽の子守歌」（第8話）
作詞 - 枯堂夏子 / 作曲・編曲 - 長岡成貢 / 歌 - 小林優子
第三期
オープニングテーマ「天地無用! 魎皇鬼 第三期テーマ」
作曲・編曲 - 多田彰文
エンディングテーマ「Lovely Cookin'」
作詞 - 石川絵理 / 作曲・編曲 - 岩崎文紀 / 歌 - 小田島朋子
第四期
オープニングテーマ
「天地無用!」（第1話）
作詞・作曲・編曲 - とみゐ鈴木 / 歌 - 上月せれな
「P.N.K!!」（第2話）
作詞・作曲 - ALiCE / 編曲・歌 - うさぎダッシュ
「ココロハナビラ」（第3話）
作詞・歌 - 大島はるな（Sound Drive） / 作曲・編曲 - 斎藤悠弥（Sound Drive）
「Brand New Door」（第4話）
作詞 - SugarLover（Sound Drive） / 作曲・編曲 - 斎藤悠弥（Sound Drive） / 歌 - 渡辺あゆ香
エンディングテーマ
「Shake the DiCE」（第1話）
作詞・作曲・編曲 - zino / 歌 - 上月せれな
「Jumpin' Lovin' Girl」（第2話）
作詞 - +earth☆sky / 作曲・編曲 - 新本和正 / 歌 - +earth☆sky feat. ayaka morikawa
「パステルパーティー♪」（第3話）
作詞・歌 - いとうあいか（Sound Drive） / 作曲・編曲 - 斎藤悠弥（Sound Drive）
「こぼれる陽射しの中で」（第4話）
作詞 - SugarLover（Sound Drive） / 作曲・編曲 - 斎藤悠弥（Sound Drive） / 歌 - ぴよひな
第伍期
オープニングテーマ「天地無用! 魎皇鬼 第伍期テーマ」
作曲 - 吉田和人 / 編曲 - 折倉俊則 from STRIKERS
エンディングテーマ「Gravitation＝LOVE」
作詞 - 霜月はるか / 作曲 - 吉田和人 / 編曲 - 折倉俊則 from STRIKERS / 歌 - 織田かおり

#### 各話リスト （OVA）
| 話数               | サブタイトル                                                   | 脚本         | 絵コンテ              | 演出                      | 作画監督                                       | 発売日          |
| 第1期              | 第1期                                                          | 第1期        | 第1期                 | 第1期                     | 第1期                                          | 第1期           |
| ------------------ | -------------------------------------------------------------- | ------------ | --------------------- | ------------------------- | ---------------------------------------------- | --------------- |
| 第一話             | 魎呼復活                                                       | 長谷川菜穂子 | -                     | -                         | 竹内敦志 奥田淳                                | 1992年 9月25日  |
| 第二話             | 阿重霞が出た!                                                  | 長谷川菜穂子 | 林宏樹                | 阿部雅司                  | 中沢一登 竹内敦志                              | 10月25日        |
| 第三話             | こんにちは! 魎皇鬼ちゃん                                       | 長谷川菜穂子 | 林宏樹                | 藤原洋英                  | 菅沼栄治                                       | 11月25日        |
| 第四話             | 星降る里に美星降る                                             | 長谷川菜穂子 | 林宏樹                | -                         | 奥田淳 菅沼栄治 金井次朗                       | 12月10日        |
| 第五話             | 神我人襲来!                                                    | 長谷川菜穂子 | 岡本有樹朗            | 岡本有樹朗                | 堀内博之 竹内敦志                              | 1993年 2月25日  |
| 第六話             | 天地必要                                                       | 長谷川菜穂子 | 梶島正樹              | -                         | もりやまゆうじ 竹内敦志                        | 3月25日         |
| SPECIAL （第七話） | お祭り前日の夜!                                                | 黒田洋介     | 八谷賢一 梶島正樹     | -                         | 堀内博之 嵯峨敏 竹内敦志                       | 9月25日         |
| 第2期              |                                                                |              |                       |                           |                                                |                 |
| 番外篇             | 宇宙刑事美星 銀河大冒険                                        | 月村了衛     | 小沢一浩              | 小沢一浩                  | 阿部恒                                         | 1994年 3月25日  |
| 第八話             | こんにちは赤ちゃん                                             | 黒田洋介     | -                     | -                         | 阿蒜晃志 中山岳洋                              | 9月25日         |
| 第九話             | 砂沙美と津名魅                                                 | 黒田洋介     | 小沢一浩              | 小沢一浩                  | 阿部恒                                         | 10月25日        |
| 第十話             | 天地が好き                                                     | 黒田洋介     | -                     | 神田直人                  | 西尾洋 河村明夫 井上栄作                       | 1995年 2月25日  |
| 第十一話           | 女神降臨                                                       | 黒田洋介     | -                     | 冨永恒雄                  | 松本文男                                       | 3月25日         |
| 第十二話           | 零・魎呼                                                       | 黒田洋介     | ますなりこうじ        | 小沢一浩                  | 新岡浩美                                       | 6月25日         |
| 第十三話           | 皇来たりなば幸遠からじ                                         | 黒田洋介     | 八谷賢一 梶島正樹     | -                         | 西尾洋 恩田尚之                                | 9月25日         |
| 第三期             |                                                                |              |                       |                           |                                                |                 |
| 1                  | 遠方より来るモノ                                               | 黒田洋介     | 梶島正樹 八谷賢一     | 羽生尚靖                  | 北島信幸 佐藤道雄 梶島正樹 西井正典（メカ）    | 2003年 9月18日  |
| 2                  | 許嫁                                                           | 黒田洋介     | 森本正木              | 阿部雅司                  | 大田和寛                                       | 12月21日        |
| 3                  | 唯今、休養中につき〜Strategy〜                                 | 黒田洋介     | あおきえい            | 八谷賢一                  | 北島信幸 佐藤道雄 河野悦隆 梶島正樹            | 2004年 3月27日  |
| 4                  | 美咲生がチョビ丸でやってきた!                                  | 黒田洋介     | 九市 木村卓司         | 木村卓司 いとがしんたろー | 佐藤道雄 齋藤雅和 丸英夫                       | 9月15日         |
| 5                  | ラブラブ大作戦〜終焉の始まり〜                                 | 黒田洋介     | 八谷賢一              | 友田政晴                  | 河野悦隆 相坂直樹 丸英夫 佐藤道雄              | 12月22日        |
| 6                  | Z                                                              | 黒田洋介     | 梶島正樹              | 木村卓司                  | 齋藤雅和                                       | 2005年 3月16日  |
| 7（プラス1）       | 天地晴朗なれど波高し?                                          | 梶島正樹     | 駒井一也              | あおきえい                | 佐藤道雄 齋藤雅和 梶島正樹                     | 9月14日         |
| 第四期             |                                                                |              |                       |                           |                                                |                 |
| VOL.1              | 前日宴                                                         | 白根秀樹     | 池下博紀              | 池下博紀                  | 小田武士                                       | 2016年 11月30日 |
| VOL.2              | 柾木の宿命                                                     | 白根秀樹     | 矢吹勉                | 千葉茂                    | 齋藤温子 大木比呂 小田武士（総）               | 2017年 2月22日  |
| VOL.3              | 誓いと願い                                                     | 白根秀樹     | 池下博紀              | 神原敏昭                  | 小田武士                                       | 5月31日         |
| VOL.4              | いい日旅立ち                                                   | 白根秀樹     | 高橋英俊              | 高橋英俊                  | 下條祐未 内原茂 沼田広 福永純一 小田武士（総） | 9月13日         |
| 第伍期             |                                                                |              |                       |                           |                                                |                 |
| 第一話             | 義母と義姉と遺産と…                                            | 白根秀樹     | 石山タカ明 元永慶太郎 | おかたつや                | 崎本さゆり                                     | 2020年 2月28日  |
| 第二話             | 楽園計画                                                       | 白根秀樹     | 石山タカ明 元永慶太郎 | おかたつや                | 崎本さゆり                                     | 5月29日         |
| 第三話             | 盤上島へようこそ                                               | 白根秀樹     | 石山タカ明 元永慶太郎 | おかたつや                | 山村俊了 阿形大輔 岡辰也                       | 8月28日         |
| 第四話             | パラダイス・パラダイム                                         | 白根秀樹     | 大平直樹              | おかたつや                | 山村俊了 阿形大輔 前田明寿                     | 11月27日        |
| 第五話             | いろいろご意見もおありでしょうが、なるようになったということで | 白根秀樹     | 大平直樹              | おかたつや                | 山村俊了 阿形大輔 岡辰也 川森昇                | 2021年 2月26日  |
| 第六話             | カンスト（？）勇者のたびだち                                   | 白根秀樹     | 大平直樹              | おかたつや                | 山村俊了 阿形大輔 松本文男 岡辰也              | 5月28日         |

### 天地無用! 魎皇鬼 SOUND FILE
1994年1月25日発売。OVA第1期と第2期の間に発売されたミュージッククリップ集。「魔法少女プリティサミー」（本作で初めて映像化された）など。

#### 収録曲（SOUND FILE）
「フラッシュバック天地無用!魎皇鬼（魎子のテーマ）」
音楽 - 長岡成貢 / 構成 - 林宏樹
「魔法少女プリティサミー」
作詞 - 枯堂夏子 / 作曲 - 高宮恭子 / 編曲 - 長岡成貢 / 歌 - 横山智佐
演出・絵コンテ - 林宏樹 / 作画 - Nori-rin
原画 - 中沢一登、渡辺浩二、大和田直之、久保正彦
「皇女さまとお呼びッ」
作詞 - 枯堂夏子 / 作・編曲 - 長岡成貢 / 歌 - 高田由美
演出 - 林宏樹 / 原画 - 大和田直之
「上野の恋の物語」
作詞 - 枯堂夏子 / 作・編曲 - 長岡成貢 / 歌 - 菊池正美、折笠愛、高田由美
「永遠に永遠に星の夢」
作詞 - 月村了衛 / 作・編曲 - 長岡成貢 / 歌 - 折笠愛
「逮捕は風まかせ」
作詞 - 枯堂夏子 / 作・編曲 - 長岡成貢 / 歌 - 水谷優子
「恋愛の才能」
作詞 - 枯堂夏子 / 作曲 - 高宮恭子 / 編曲 - 藤原いくろう / 歌 - 横山智佐
演出 - ますなりこうじ / 作画 - 石井明治、竹内志保

### 魔法少女プリティサミー
基本キャラクターの一人である砂沙美が魔法少女として活躍するスピンオフ作品。
- 魔法少女プリティサミー OVA版 全3巻 （1995年 - 1997年）
- 魔法少女プリティサミー テレビシリーズ 全26話 （1996年10月 - 1997年3月）

その他、CDドラマ版・小説版・漫画版・ゲーム版などもある。

### 天地無用!（テレビアニメ版）
1995年4月2日 - 1995年9月24日まで放送された。全26話。
テレビ版オリジナルストーリーであり、「地球編」10話、「特別興行」（番外編）3話、そして「宇宙編」13話の3部構成になっている。ちなみに特別興行を除き、サブタイトルは「○○無用!」に統一されている。また特別興行の「天地開闢 時空道行（てんちかいびゃく じくうのみちゆき）」は、前中後編の3話構成となっている。
OVAのキャラクターはそのままだが、キャラクターの初期設定などが変わっており、全く別の作品といってもよい。
テレビ東京系列のほか、岐阜放送 (GBS) でも同時ネットされていた。日曜日の18時30分から。

#### スタッフ（テレビアニメ）
- 原案・オリジナルキャラクターデザイン - 梶島正樹[6]
- 監督 - ねぎしひろし
- シリーズ構成 - 月村了衛
- キャラクターデザイン・総作画監督 - 堀内博之
- コンセプトデザイン - 竹内敦志
- 美術監督 - 朝倉千登勢
- 音楽 - 長岡成貢
- 音響監督 - 本田保則
- プロデューサー - 森尻和明、岩田圭介
- 製作 - PIONEER LDC、テレビ東京

#### 主題歌（テレビアニメ）
オープニングテーマ「天地無用!」
作詞 - 枯堂夏子 / 作曲 - 石田正人 / 編曲 - 伊藤真太朗＆TAKU / 歌 - SONIA
エンディングテーマ「銀河で直立歩行」
作詞 - 枯堂夏子 / 作曲・編曲 - 藤原いくろう / 歌 - 折笠愛、高田由美
魎呼役・折笠愛の歌う1番バージョンと、阿重霞役・高田由美の歌う2番バージョンの2種類があり、映像はそれぞれ異なっている。

#### 各話リスト（テレビアニメ）
| 話数       | サブタイトル           | 脚本         | 絵コンテ       | 演出         | 作画監督                 | 放送日        |
| 地球篇     | 地球篇                 | 地球篇       | 地球篇         | 地球篇       | 地球篇                   | 地球篇        |
| ---------- | ---------------------- | ------------ | -------------- | ------------ | ------------------------ | ------------- |
| 第一話     | 問答無用!              | 月村了衛     | 松尾慎         | 岩崎良明     | 須賀重行                 | 1995年 4月2日 |
| 第二話     | 皇女無用!              | 月村了衛     | 小村敏明       | 小村敏明     | 梶浦紳一郎               | 4月9日        |
| 第三話     | 心配無用!              | 西園悟       | 石原立也       | 石原立也     | 岡田幸子 日下岳史        | 4月16日       |
| 第四話     | 妖怪無用!              | 黒田洋介     | 木村真一郎     | 木村真一郎   | 小林ゆかり               | 4月23日       |
| 第五話     | 相棒無用!              | 月村了衛     | 緋星遥         | 黒田やすひろ | 田中誠輝                 | 4月30日       |
| 第六話     | 駐在無用!              | 月村了衛     | ますなりこうじ | 岩崎良明     | 須賀重行                 | 5月7日        |
| 第七話     | 縁日無用!              | 月村了衛     | 小村敏明       | 小村敏明     | 梶浦紳一郎               | 5月14日       |
| 第八話     | 天才無用!              | 黒田洋介     | 石原立也       | 石原立也     | 日下岳史                 | 5月21日       |
| 第九話     | 追憶無用!              | 黒田洋介     | 福本潔         | 福本潔       | 入江篤                   | 5月28日       |
| 第十話     | 宿敵無用!              | 月村了衛     | 大地丙太郎     | 黒田やすひろ | 田中誠輝                 | 6月4日        |
| 特別興行   |                        |              |                |              |                          |               |
| 第十一話   | 天地開闢 時空道行 前編 | 月村了衛     | 木村真一郎     | 木村真一郎   | 小林ゆかり               | 6月11日       |
| 第十二話   | 天地開闢 時空道行 中編 | 月村了衛     | ますなりこうじ | 岩崎良明     | 堀内博之 平岡正幸        | 6月18日       |
| 第十三話   | 天地開闢 時空道行 後編 | 月村了衛     | 石原立也       | 石原立也     | 日下岳史                 | 6月25日       |
| 宇宙篇     |                        |              |                |              |                          |               |
| 第十四話   | 反乱無用!              | 月村了衛     | 小村敏明       | 小村敏明     | 梶浦紳一郎               | 7月2日        |
| 第十五話   | 逃亡無用!              | 月村了衛     | 福本潔         | 福本潔       | 入江篤                   | 7月9日        |
| 第十六話   | 潜伏無用!              | 月村了衛     | 大地丙太郎     | 黒田やすひろ | 田中誠輝                 | 7月16日       |
| 第十七話   | 空腹無用!              | 黒田洋介     | 木村真一郎     | 木村真一郎   | 高橋英樹                 | 7月23日       |
| 第十八話   | 幽霊無用!              | 長谷川菜穂子 | 石原立也       | 石原立也     | 日下岳史                 | 7月30日       |
| 第十九話   | 爆走無用!              | 関島眞頼     | 小村敏明       | 小村敏明     | 梶浦紳一郎               | 8月6日        |
| 第二十話   | 水着無用!              | 月村了衛     | 岩崎良明       | 岩崎良明     | 須賀重行 奥田淳          | 8月13日       |
| 第二十一話 | 関所無用!              | 黒田洋介     | 福本潔         | 福本潔       | 入江篤                   | 8月20日       |
| 第二十二話 | 騎士無用!              | 月村了衛     | 大地丙太郎     | 黒田やすひろ | 田中誠輝                 | 8月27日       |
| 第二十三話 | 因縁無用!              | 月村了衛     | 石原立也       | 石原立也     | 日下岳史                 | 9月3日        |
| 第二十四話 | 魎呼無用!              | 月村了衛     | 小村敏明       | 小村敏明     | 梶浦紳一郎               | 9月10日       |
| 第二十五話 | 決戦無用!              | 月村了衛     | 岩崎良明       | 岩崎良明     | 須賀重行 堀内博之 奥田淳 | 9月17日       |
| 第二十六話 | 結論無用!              | 月村了衛     | 松尾慎         | 広嶋秀樹     | 室井ふみえ               | 9月24日       |

#### 放送局（テレビアニメ）
| 放送地域       | 放送局         | 放送期間               | 放送時間           | 系列           | 備考            |
| -------------- | -------------- | ---------------------- | ------------------ | -------------- | --------------- |
| 関東広域圏     | テレビ東京     | 1995年4月2日 - 9月24日 | 日曜 18:30 - 19:00 | テレビ東京系列 | 制作局          |
| 北海道         | テレビ北海道   | 1995年4月2日 - 9月24日 | 日曜 18:30 - 19:00 | テレビ東京系列 |                 |
| 愛知県         | テレビ愛知     | 1995年4月2日 - 9月24日 | 日曜 18:30 - 19:00 | テレビ東京系列 |                 |
| 大阪府         | テレビ大阪     | 1995年4月2日 - 9月24日 | 日曜 18:30 - 19:00 | テレビ東京系列 |                 |
| 岡山県・香川県 | テレビせとうち | 1995年4月2日 - 9月24日 | 日曜 18:30 - 19:00 | テレビ東京系列 | 作品の舞台地    |
| 福岡県         | TXN九州        | 1995年4月2日 - 9月24日 | 日曜 18:30 - 19:00 | テレビ東京系列 | 現・TVQ九州放送 |
| 岐阜県         | 岐阜放送       | 1995年4月2日 - 9月24日 | 日曜 18:30 - 19:00 | 独立局         |                 |
| 岩手県         | IBC岩手放送    | 不明                   | 不明               | TBS系列        |                 |
| 広島県         | テレビ新広島   | 不明                   | 不明               | フジテレビ系列 |                 |

### 劇場版 天地無用! in LOVE
1996年に上映された。テレビ版天地をベースにしたエピソード。

#### ストーリー（映画第1作）
ギャラクシーポリス本部で服役していた凶悪犯、禍因が脱走した。同じ頃、過去の時間軸に変化が起こり、その影響で天地の体が消えかかってしまう。時間軸を元に戻すべく、天地たちは過去にタイムスリップする。

#### スタッフ（映画第1作）
- 監督 - ねぎしひろし
- 脚本 - 月村了衛、ねぎしひろし
- オリジナルキャラクターデザイン - 梶島正樹
- キャラクターデザイン・総作画監督 - 堀内博之
- 絵コンテ - 松尾慎
- 演出 - ますなりこうじ
- 作画監督 - 岸田隆宏、黒田和也、鈴木美千代
- 美術監督 - 新井寅雄
- 色彩設計 - 川見拓也
- 撮影監督 - 佐藤均
- 編集 - 辺見俊夫
- 音楽 - クリストファー・フランク
- 音響監督 - 本田保則
- プロデューサー - 安田猛、青山秀喜、塚本茂、岡田渥美、荒井善清
- エグゼクティブプロデューサー - 真木太郎
- 制作 - AIC
- 製作 - 天地無用!劇場版製作委員会（角川書店、アイアンドエス、文化放送、セントラルミュージック、パイオニアLDC）

#### 主題歌（映画第1作）
主題歌「ALCHEMY OF LOVE 〜愛の錬金術〜」
作詞・作曲・編曲 - クリストファー・フランク / 歌 - ニナ・ハーゲン&リック・ジュード

### 劇場版 天地無用! 真夏のイヴ
1997年に上映された。『スレイヤーズ』と同時上映。清音以外の基本設定についてはOVA版に近いものとなっており、テレビアニメ版がベースの「in LOVE」シリーズとは別次元のストーリーである。

#### ストーリー（映画第2作）
ある日、墓参りをしていた天地はひとりの少女と出会う。彼女は天地のことを「パパ」と呼んでなつき始める。不審に思う魎呼と阿重霞は、真相を確かめようとする。

#### スタッフ（映画第2作）
- 監督 - 木村哲
- 脚本 - 長谷川菜穂子
- オリジナルキャラクターデザイン - 梶島正樹
- キャラクターデザイン・作画監督 - 長野伸明
- 助監督 - 増井壮一
- 美術監督 - 脇威志
- 色彩設計 - 松浦恵理子
- 撮影監督 - 野口肇
- 編集 - 古川雅士
- 音響監督 - 本田保則
- 音楽 - 大谷幸
- プロデューサー - 阿部忠道、石川博、峰岸愼一、駒井勝、相馬哲哉、荒井善博
- 制作 - AIC
- 製作 - 「天地無用! 真夏のイヴ」製作委員会（角川書店、テレビ東京、文化放送、セントラルミュージック、アイアンドエス、パイオニアLDC）

#### 主題歌（映画第2作）
主題歌「真夏のイヴ」
作詞・歌 - 永井真理子 / 作曲・編曲 - 中村正人

### 劇場版 天地無用! in LOVE2 遙かなる想い
1999年に上映された、テレビ版天地をベースにしたエピソード。

#### ストーリー（映画第3作）
ある春の日、天地は1人で裏山に入って行った際、椿の木に導かれるようにして姿を消してしまった。それから半年後、魎呼達は、天地を探して各地を巡るが、なかなか見つからずにいた。そんな中、彼はハルナという謎の女性と仮想世界で暮らしていたことが判明。魎呼と阿重霞は、天地を救出するべく、仮想世界に向かう。

#### スタッフ（映画第3作）
- 監督 - ねぎしひろし
- 脚本 - あみやまさはる
- オリジナルキャラクターデザイン - 梶島正樹
- キャラクターデザイン・総作画監督 - 高橋英樹
- 絵コンテ - 森田宏幸、ねぎしひろし
- 演出 - 森田宏幸、浅見隆司、栗本宏志
- 作画監督 - 吉野真一、金子匡邦
- 美術監督 - 朝倉千登勢
- 色彩設計 - 川見拓也
- 撮影監督 - 豊永安義
- 編集 - 掛須秀一
- 音楽 - 斉藤恒芳
- 音響監督 - 本田保則
- 製作 - 「天地無用! in LOVE2」製作委員会（角川書店、テレビ東京、アイアンドエス、文化放送、セントラルミュージック、パイオニアLDC）

#### 主題歌（映画第3作）
主題歌「Love Songが聞こえる」
作詞 - 吉元由美 / 作曲・歌 - 杏里 / 編曲 - 小倉泰治

### 新・天地無用!
1997年4月1日より同年9月23日まで放送された。全26話。当初はねぎし版「天地無用TVシリーズ」第2弾として企画されたが、監督の高本宣弘とシリーズ構成の関島眞頼の意向により、キャラクターおよびキャラクターに関する一部の設定のみを使用し、天地を含めた登場人物の設定とシナリオを完全オリジナルとしたある種のスピンオフ的な作品として制作された。原案者である梶島正樹のクレジットも「オリジナルキャラクターデザイン」のみになっている。オープニングテーマを山本リンダが歌うことでも話題を呼んだ。また、音楽を多くの特撮ヒーロー作品やアニメ作品を手がけた菊池俊輔が手がけた。開局1年目のAT-Xで一挙放送（13時間連続放送）されたこともある。

#### ストーリー（新）
神主修行のために上京した天地に、クラスメイトの神代佐久耶が急接近。恋のライバルの登場に魎呼、阿重霞も黙ってられない。鷲羽の次元トンネルを使い、嫌がる天地をよそに何かとちょっかいを出す毎日。美星や清音も柾木家に居候し、砂沙美を守るために魎皇鬼もロボに変身。狗麗稗吐やそれを影から操る幽戯の思惑も混ざり合い、天地の回りには騒動が絶えないようである。

#### 用語（新）
新天地のみの用語。
宝玉
母親の形見で、天地ファミリーが1つずつ身に付けている。全て揃わないと本来の星守の力を発揮することが出来ない。
狗麗稗吐（こまびと）
器物に宿る精霊を使い幽戯達が呪術によって作り出した魑魅魍魎たち。
次元トンネル
鷲羽の発明した空間を繋げる出入口。柾木家の天井と天地のマンションの布団に繋がっている（布団をたたむことによって塞ぐことも出来る）。

#### スタッフ（新）
- 監督 - 高本宣弘
- オリジナルキャラクターデザイン - 梶島正樹
- シリーズ構成 - 関島眞頼
- 総作画監督・キャラクターデザイン - 辻武司
- 美術監督 - 朝倉千登勢
- 撮影監督 - 岡崎英夫
- 音楽 - 菊池俊輔
- 音響監督 - 本田保則
- プロデューサー - 森尻和明、横山真二郎、村瀬由美
- 製作 - PIONEER LDC、創通映像、テレビ東京

#### 主題歌（新）
オープニングテーマ「夢はどこへいった」（全話）
作詞 - 枯堂夏子 / 作曲 - 松宮恭子 / 編曲 - 岸村正実 / 歌 - 山本リンダ
エンディングテーマ「やめられない やめられない」（第24話以外）
作詞 - 枯堂夏子 / 作曲・編曲 - 岸村正実 / 歌 - 天地無用の人々
第24話エンディングテーマ「かたおもい」
作詞・作曲 - 大津美紀 / 編曲 - 長谷川智樹 / 歌 - 飯塚雅弓

#### 各話リスト（新）
| 話数 | サブタイトル                               | 脚本       | 絵コンテ          | 演出       | 作画監督          | 放映日        |
| ---- | ------------------------------------------ | ---------- | ----------------- | ---------- | ----------------- | ------------- |
| 1    | 桜咲く 華の都で ウラウララ                 | 関島眞頼   | 高本宣弘          | 高本宣弘   | 辻武司            | 1997年 4月1日 |
| 2    | 縁結び 決め手は小指の 赤い糸               | 三井秀樹   | 石山タカ明        | 真野玲     | 山沢実            | 4月8日        |
| 3    | 大混線 伝言ゲームは ラブゲーム             | 細井能道   | 福本潔            | 福本潔     | 飯田宏義          | 4月15日       |
| 4    | あこがれの 貴方と歩く バージンロード       | 久保田雅史 | 下司泰弘          | 下司泰弘   | 小山和弘          | 4月22日       |
| 5    | 金かせげ さあカネかせげ 金かせげ           | 植竹須美男 | 大畑清隆          | 大畑清隆   | 中村裕之          | 4月29日       |
| 6    | 誘われて ふしぎの国の 迷宮（ラビリンス）   | 三井秀樹   | 神田直人          | 羽生尚靖   | 桜井木ノ実        | 5月6日        |
| 7    | 恋い恋いと 呼ばれたるかな 宇宙船           | 久保田雅史 | 高本宣弘          | 下司泰弘   | 山川良志信        | 5月13日       |
| 8    | 気がつけば 貴方がずっと そばにいた         | 細井能道   | 南康宏            | 真野玲     | 山沢実            | 5月20日       |
| 9    | かの地から 悪夢運びし 地下遺跡             | 三井秀樹   | 福本潔            | 福本潔     | 飯田宏義          | 5月27日       |
| 10   | くちびるに 想いを託す ルージュかな         | 植竹須美男 | 下司泰弘          | 下司泰弘   | 小山和弘          | 6月3日        |
| 11   | しかられて 宇宙へ家出 ミャミャミャミャミャ | 三井秀樹   | 大畑清隆          | 大畑清隆   | 柳瀬雄之          | 6月10日       |
| 12   | ニセオヤジ ラテンのリズムで パパいやん     | 植竹須美男 | 羽生尚靖          | 石堂宏之   | 桜井木ノ実        | 6月17日       |
| 13   | 激突の 月と闇夜と 稲妻と                   | 関島眞頼   | 小林孝志          | 高本宣弘   | 中澤一登          | 6月24日       |
| 14   | カッとばせ 岡山→東京 無銭旅行              | 細井能道   | 青山ヒロシ        | 吉田義樹   | 細井信宏          | 7月1日        |
| 15   | 文化祭 愛の始まり 平和の終わり             | 三井秀樹   | 南康宏            | 小田原男   | 山沢実            | 7月8日        |
| 16   | 桜散る 華の都の 恋模様                     | 久保田雅史 | 福本潔            | 福本潔     | 飯田宏義          | 7月15日       |
| 17   | 彷徨いて 宇宙（ソラ）の彼方に 魎呼たつ     | 植竹須美男 | 下司泰弘          | 下司泰弘   | 小山和弘          | 7月22日       |
| 18   | 離れゆく 心とこころ 別れの日               | 久保田雅史 | 大畑清隆          | 大畑清隆   | 柳瀬雄之          | 7月29日       |
| 19   | 友去りて 阿重霞告白 届かぬ想い             | 三井秀樹   | 石堂宏之 中西伸彰 | 石堂宏之   | 桜井木ノ実        | 8月5日        |
| 20   | 初夏知らず ミホキヨ ドタバタ 潜入捜査      | 細井能道   | 高本宣弘          | 高本宣弘   | 山川吉樹          | 8月12日       |
| 21   | 蝉時雨 悲しき遊戯 夢の後                   | 三井秀樹   | 横田和            | 小金井猿丸 | 細井信宏          | 8月19日       |
| 22   | 離れ来て 心寂しき 想い人                   | 三井秀樹   | 木村真一郎        | 小田原男   | 山沢実            | 8月26日       |
| 23   | 夏本番 あっちこっちで 急展開               | 細井能道   | 福本潔            | 福本潔     | 飯田宏義          | 9月2日        |
| 24   | 陽炎の 如き現（ウツツ）の 夢語り           | 久保田雅史 | 下司泰弘          | 下司泰弘   | 小山和弘          | 9月9日        |
| 25   | 花散らむ 君去りし後…                       | 植竹須美男 | 高橋滋春          | 高橋滋春   | 柳瀬雄之          | 9月16日       |
| 26   | 大団円! だって私は 大人だもん♥             | 関島眞頼   | 高本宣弘          | 高本宣弘   | 中澤一登 山川吉樹 | 9月23日       |

#### 放送局（新）
| 放送地域       | 放送局         | 放送期間               | 放送時間           | 系列           | 備考            |
| -------------- | -------------- | ---------------------- | ------------------ | -------------- | --------------- |
| 関東広域圏     | テレビ東京     | 1997年4月1日 - 9月23日 | 火曜 18:00 - 18:30 | テレビ東京系列 | 制作局          |
| 北海道         | テレビ北海道   | 1997年4月1日 - 9月23日 | 火曜 18:00 - 18:30 | テレビ東京系列 |                 |
| 愛知県         | テレビ愛知     | 1997年4月1日 - 9月23日 | 火曜 18:00 - 18:30 | テレビ東京系列 |                 |
| 大阪府         | テレビ大阪     | 1997年4月1日 - 9月23日 | 火曜 18:00 - 18:30 | テレビ東京系列 |                 |
| 岡山県・香川県 | テレビせとうち | 1997年4月1日 - 9月23日 | 火曜 18:00 - 18:30 | テレビ東京系列 | 作品の舞台地    |
| 福岡県         | TXN九州        | 1997年4月1日 - 9月23日 | 火曜 18:00 - 18:30 | テレビ東京系列 | 現・TVQ九州放送 |
| 岩手県         | IBC岩手放送    | 不明                   | 不明               | TBS系列        |                 |
| 長野県         | テレビ信州     | 不明                   | 火曜 17:00 - 17:30 | 日本テレビ系列 |                 |
| 広島県         | テレビ新広島   | 不明                   | 金曜 5:25 - 5:55   | フジテレビ系列 |                 |

#### 映像特典（新）
『おまけ劇場 季節しらず 天地争奪 修学旅行』。全6話。VHS収録の短編映像特典。コメディ調で佐久耶も性格が変わっている。
ストーリー
岡山への修学旅行の途中、天地は魎呼ら妖怪バスターズに拉致されてしまった。果たして佐久耶は無事天地を奪還できるのか。
| 巻数 | サブタイトル                                       |
| ---- | -------------------------------------------------- |
| 1    | 其の一 天地奪還 ダミーでポン 前編                  |
| 2    | 其の一 天地奪還 ダミーでポン 後編                  |
| 3    | 其の二 追いかけて ジャングル×2 ふんふんふんっ 前編 |
| 4    | 其の二 追いかけて ジャングル×2 ふんふんふんっ 後編 |
| 5    | 其の三 温泉バトルで みーちゃった 前編              |
| 6    | 其の三 温泉バトルで みーちゃった 後編              |

### 愛・天地無用!
2014年10月6日から12月26日まで月曜 - 金曜21時55分 - 22時に5分枠の短編帯アニメとして放送。TOKYO MXにて全50話放映（総集編除く）。放映したストーリーは地上波放映終了後にニコニコ動画の公式チャンネルにおいて48時間（2日間）限定で配信される。

#### 作品概説
『天地無用!』20周年記念企画として制作された作品。シリーズとしては初の5分（ステーションブレイク）枠帯番組であり、TOKYO MXとしてもゴールデンタイムの5分枠帯番組にアニメを放映するのはこれが初となる。過去の作品と原作OVA版の関連作品の『異世界の聖機師物語』のBD版を除けばシリーズ初のHD作品であり、天地無用!シリーズ初の地上デジタル放送でもある。
岡山県高梁市の誘致要請と協力によって、同市を舞台としている作品となっており、本作制作において同市は日本テレビグループおよび関連団体分が拠出する制作費1億6848万円のうち広告宣伝費1684万円を負担している。岡山県側のプロデューサーを吉備国際大学アニメーション文化学科教授となった井上博明が務める。そのためか同大学をモチーフとした女子高校である順愛学園を主な舞台としている。なお、吉備国際大学は2015年1月より岡山県および香川県にて行われた本作の放送において単独スポンサーを引き受けている。
なお、本作ではシリーズメインキャラクターである阿重霞の声が高田由美から七緒はるひへと交代している。これは本作制作時点において高田が声優活動をほぼ休止状態としているため。また七緒は他の番組においても高田が演じてきた役の後任として活動している。
柾木天地がメガネを掛けていたり、砂沙美の身長が高くなっていたりするなど従来のキャラクター設定が一新されている。OVAシリーズと共通のキャラクターについては基本設定を継承しているものの、その生い立ちや歴史については、梶島版および長谷川版などに代表される過去シリーズとは一線を画した、独自の設定となっている部分があり、ストーリー上の直接のつながりはないとされる。また本作は、天地無用!シリーズのテレビアニメ第一作を手掛けた、ねぎしひろしの監督作品ではあるものの、同様にねぎしが手がけている過去作（俗に「ねぎし版」と呼称される一連の作品）の天地無用シリーズの映像作品との関連も明言はされていない。登場人物が固定電話や携帯電話ではなく、スマートフォンらしきものを利用しているなど時間の流れを感じさせる描写も特徴の一つ。

#### ストーリー（愛）
本作品は、2つのストーリーと振り返り編（総集編）で構成されている。ちなみに、放送日・放送予定日は、公式サイトのカレンダーに掲載されている。
- 一日目 - 九日目:天地が女子校「順愛学園」で教育実習生となった学園生活。
- ?:鷲羽が実験中に起こした不慮の事故により、次元の歪みが発生。それによって巻き込まれた人を助けるため天地に依頼。鷲羽によって送り込まれた世界[注 19]でのストーリー[12]（本編の序章）。
- 振り返り編1 - 振り返り編10:月曜日から木曜日まで放送された総集編。川流もも（声：東山奈央）によるアテレコで毎週金曜日に放送され、エンディングテーマも異なる。

#### スタッフ（愛）
- 原作 - 梶島正樹
- 監督 - ねぎしひろし
- キャラクターデザイン協力 - ヤスダスズヒト
- シリーズ構成 - ねぎしひろし、吉原じゅんぺい
- アニメーションキャラクターデザイン - 猪股雅美
- 総作画監督 - 猪股雅美、合田浩章
- 美術監督 - 平柳悟
- 美術設定 - 高橋武之
- プロップデザイン - 沖田宮奈
- 衣装デザイン - 玉戸さお
- 色彩設計 - 山本未有
- 撮影監督 - 徳田千明
- 編集 - 宇都宮正記
- 音響監督 - 菊池晃一
- 音楽 - 平野義久
- プロデューサー - 奈良駿介、横山由香里、積惟文
- プロデュース - 井上博明
- アニメーションプロデューサー - 先川幸矢
- アニメーション制作 - AIC PLUS+
- 製作 - 「愛・天地無用!」製作委員会

#### エンディングテーマ
「愛してるって叫びましょ!!」（第1 - 2話、第4話、第6 - 7話、第9話、第11 - 14話）
作詞・作曲・編曲 - 新屋豊 / 歌 - 川流もも（東山奈央）
「キミと見た花 キミと見た空」（第3話、第8話、第16話、第27話、第33話、第37話、第51 - 55話、第59話）
作詞 - 貝田由里子 / 作曲・編曲 - 新屋豊 / 歌 - もも（東山奈央）、紅（大地葉）
「ビバ!乙女の大冒険っ!!」（第5話、第10話、第15話、第20話、第25話、第30話、第35話、第40話、第45話、第50話）
作詞 - NOBE / 作曲・編曲 - 電球 / 歌 - 乙女新党
「キミのままで!」（第17 - 19話、第21 - 22話）
作詞 - 岩崎誠司 / 作曲・編曲 - 新屋豊 / 歌 - ハチ子（優木かな）、沙流葉七（M・A・O）、笛山塔里（深田愛衣）
「型破りサイエンス」（第23 - 24話、第26 - 28話）
作詞 - 貝田由里子 / 作曲・編曲 - 新屋豊 / 歌 - 布賀油木（佐藤あずさ）、藍井涙（田辺留依）
「イマココニイル」（第29話、第31 - 32話、第34話、第36話）
作詞 - 新屋豊、Chisako / 作曲・編曲 - 新屋豊 / 歌 - 鬼ノ城紅（大地葉）
「トラブルガールズ」（第38 - 39話、第41 - 43話）
作詞 - 貝田由里子 / 作曲・編曲 - 新屋豊 / 歌 - 鬼ノ城紅（大地葉）、布賀油木（佐藤あずさ）、藍井涙（田辺留依）
「Best Party」（第44話、第46 - 49話）
作詞 - 貝田由里子 / 作曲・編曲 - 新屋豊 / 歌 - 川流もも（東山奈央）、ハチ子（優木かな）、沙流葉七（M・A・O）、笛山塔里（深田愛衣）
「もも並木」（第56 - 58話、第60話）
作詞・作曲・編曲 - 新屋豊 / 歌 - 川流もも（東山奈央）

#### 各話リスト（愛）
| 放送順 (MX) | 話数   | サブタイトル  | 脚本           | 絵コンテ     | 演出           | 作画監督                       | 作中経過             |
| ----------- | ------ | ------------- | -------------- | ------------ | -------------- | ------------------------------ | -------------------- |
| 1           | 第1話  | 天地登場      | 吉原じゅんぺい | 沖田宮奈     | すがやゆりこ   | 原秦也                         | 一日目               |
| 2           | 第2話  | 学校案内      | 吉原じゅんぺい | 沖田宮奈     | すがやゆりこ   | 原秦也                         | 一日目               |
| 3           | 第3話  | 天地出発      | 倉谷涼一       | ねぎしひろし | 倉谷涼一       | 猪股雅美                       | 異次元の世界         |
| 4           | 第4話  | 地下不穏      | 吉原じゅんぺい | 沖田宮奈     | すがやゆりこ   | 木下ゆうき                     | 一日目               |
| 5           |        | 振り返り (1)  | 吉原じゅんぺい | -            | -              | -                              | 一日目               |
| 6           | 第5話  | 死中求活      | 吉原じゅんぺい | 沖田宮奈     | すがやゆりこ   | 安田好孝                       | 一日目               |
| 7           | 第6話  | 初日生還      | 吉原じゅんぺい | 沖田宮奈     | すがやゆりこ   | 安田好孝                       | 一日目               |
| 8           | 第7話  | 天地遭遇      | 倉谷涼一       | ねぎしひろし | 倉谷涼一       | 横田和彦 越智博之              | 異次元の世界         |
| 9           | 第8話  | 祭前準備      | 中條元史       | 平川哲生     | 宇都宮正記     | 藤田正幸                       | 二日目               |
| 10          |        | 振り返り (2)  | 吉原じゅんぺい | -            | -              | -                              | 一日目→二日目        |
| 11          | 第9話  | 迷宮踏破      | 中條元史       | 平川哲生     | 宇都宮正記     | 藤田正幸                       | 二日目               |
| 12          | 第10話 | 呉越同舟      | 中條元史       | 平川哲生     | 宇都宮正記     | 永川桃子                       | 二日目               |
| 13          | 第11話 | 快刀乱麻      | 中條元史       | 平川哲生     | 宇都宮正記     | 永川桃子                       | 二日目               |
| 14          | 第12話 | 美味舌禍      | 中條元史       | 平川哲生     | 宇都宮正記     | 福島勇                         | 二日目               |
| 15          |        | 振り返り (3)  | 吉原じゅんぺい | -            | -              | -                              | 二日目               |
| 16          | 第13話 | 天地到達      | 倉谷涼一       | ねぎしひろし | 倉谷涼一       | 横田和彦 越智博之              | 異次元の世界         |
| 17          | 第14話 | 祭典開幕      | 中條元史       | 高本宣弘     | たかたまさひろ | 中島深 合田浩章                | 三日目               |
| 18          | 第15話 | 天地接吻      | 中條元史       | 高本宣弘     | たかたまさひろ | 中島深 合田浩章                | 三日目               |
| 19          | 第16話 | 天地変成      | 中條元史       | 高本宣弘     | たかたまさひろ | 中島深 合田浩章                | 三日目               |
| 20          |        | 振り返り (4)  | 吉原じゅんぺい | -            | -              | -                              | 三日目               |
| 21          | 第17話 | 美麗饗宴      | 中條元史       | 高本宣弘     | たかたまさひろ | 中島深 合田浩章                | 三日目               |
| 22          | 第18話 | 嵐前幕間      | 中條元史       | 高本宣弘     | たかたまさひろ | 中島深 合田浩章                | 三日目               |
| 23          | 第19話 | 開会宣言      | 岡篤志         | 黒瀬大輔     | 黒瀬大輔       | 野口木ノ実                     | 四日目               |
| 24          | 第20話 | 障害競走      | 岡篤志         | 黒瀬大輔     | 黒瀬大輔       | 野口木ノ実                     | 四日目               |
| 25          |        | 振り返り (5)  | 吉原じゅんぺい | -            | -              | -                              | 三日目→四日目        |
| 26          | 第21話 | 大騎馬戦      | 岡篤志         | 黒瀬大輔     | 黒瀬大輔       | 野口木ノ実                     | 四日目               |
| 27          | 第22話 | 美尻相撲      | 岡篤志         | 黒瀬大輔     | 黒瀬大輔       | 野口木ノ実                     | 四日目               |
| 28          | 第23話 | 超延長戦      | 岡篤志         | 黒瀬大輔     | 黒瀬大輔       | 野口木ノ実                     | 四日目               |
| 29          | 第24話 | 寮監就任      | 吉原じゅんぺい | 沖田宮奈     | 鳥井聖美       | 上竹哲郎                       | 五日目               |
| 30          |        | 振り返り (6)  | 吉原じゅんぺい | -            | -              | -                              | 四日目→五日目        |
| 31          | 第25話 | 湯煙陰影      | 吉原じゅんぺい | 沖田宮奈     | 鳥井聖美       | 上竹哲郎                       | 五日目               |
| 32          | 第26話 | 夜食無用      | 吉原じゅんぺい | 沖田宮奈     | 鳥井聖美       | 上竹哲郎                       | 五日目               |
| 33          | 第27話 | 天地実行      | 倉谷涼一       | 倉谷涼一     | 倉谷涼一       | 横田和彦 越智博之              | 異次元の世界         |
| 34          | 第28話 | 屋根一遇      | 吉原じゅんぺい | 沖田宮奈     | 鳥井聖美       | 上竹哲郎                       | 五日目               |
| 35          |        | 振り返り (7)  | 吉原じゅんぺい | -            | -              | -                              | 五日目               |
| 36          | 第29話 | 寮庭焼肉      | 吉原じゅんぺい | 沖田宮奈     | 鳥井聖美       | 上竹哲郎                       | 五日目               |
| 37          | 第30話 | 天地開幕      | 倉谷涼一       | 倉谷涼一     | 倉谷涼一       | 横田和彦 越智博之              | 異次元の世界 →一日目 |
| 38          | 第31話 | 天地拉致      | 中條元史       | 平川哲生     | 島崎奈々子     | 藤田正幸                       | 六日目               |
| 39          | 第32話 | 異常痕跡      | 中條元史       | 平川哲生     | 島崎奈々子     | 藤田正幸                       | 六日目               |
| 40          |        | 振り返り (8)  | 吉原じゅんぺい | -            | -              | -                              | 五日目→六日目        |
| 41          | 第33話 | 廃墟激闘      | 中條元史       | 平川哲生     | 島崎奈々子     | 安田好孝                       | 六日目               |
| 42          | 第34話 | 取捨選択      | 中條元史       | 平川哲生     | 島崎奈々子     | 原秦也                         | 六日目               |
| 43          | 第35話 | 風雲招来      | 中條元史       | 平川哲生     | 島崎奈々子     | 藤田正幸                       | 六日目               |
| 44          | 第36話 | 宣戦布告      | 吉原じゅんぺい | 安藤良       | 安藤良         | 萩原正人 石井ゆみこ 早瀬真紀子 | 七日目               |
| 45          |        | 振り返り (9)  | 吉原じゅんぺい | -            | -              | -                              | 六日目→七日目        |
| 46          | 第37話 | 汚職事件      | 吉原じゅんぺい | 安藤良       | 安藤良         | 萩原正人 石井ゆみこ 早瀬真紀子 | 七日目               |
| 47          | 第38話 | 押収捜査      | 吉原じゅんぺい | 安藤良       | 安藤良         | 萩原正人 石井ゆみこ 早瀬真紀子 | 七日目               |
| 48          | 第39話 | 醜聞報道      | 吉原じゅんぺい | 安藤良       | 安藤良         | 萩原正人 石井ゆみこ 早瀬真紀子 | 七日目               |
| 49          | 第40話 | 頂上決戦      | 吉原じゅんぺい | 安藤良       | 安藤良         | 萩原正人 石井ゆみこ 早瀬真紀子 | 七日目               |
| 50          |        | 振り返り (10) | 吉原じゅんぺい | -            | -              | -                              | 七日目               |
| 51          | 第41話 | 信義破綻      | 中條元史       | 高本宣弘     | たかたまさひろ | 藤田正幸                       | 八日目               |
| 52          | 第42話 | 天魔降臨      | 中條元史       | 高本宣弘     | たかたまさひろ | 藤田正幸                       | 八日目               |
| 53          | 第43話 | 廃墟攻防      | 中條元史       | 高本宣弘     | たかたまさひろ | 北村友幸                       | 八日目               |
| 54          | 第44話 | 豪打一閃      | 中條元史       | 高本宣弘     | たかたまさひろ | 藤田正幸                       | 八日目               |
| 55          | 第45話 | 因果遭遇      | 中條元史       | 高本宣弘     | たかたまさひろ | 忘八                           | 八日目               |
| 56          | 第46話 | 五里霧中      | 倉谷涼一       | 沖田宮奈     | 宇都宮正記     | 沖田宮奈                       | 九日目               |
| 57          | 第47話 | 四分五裂      | 倉谷涼一       | 沖田宮奈     | 宇都宮正記     | 原秦也                         | 九日目               |
| 58          | 第48話 | 再三再四      | 倉谷涼一       | 沖田宮奈     | 宇都宮正記     | 川島尚                         | 九日目               |
| 59          | 第49話 | 唯一無二      | 倉谷涼一       | 沖田宮奈     | 倉谷涼一       | 越智博之 山下敏成              | 九日目               |
| 60          | 第50話 | 一期一会      | 倉谷涼一       | 倉谷涼一     | 倉谷涼一       | 横田和彦 山下敏成 越智博之     | 九日目               |

#### 放送局（愛）
| 放送地域       | 放送局             | 放送期間                 | 放送日時                     | 放送系列       | 備考 |
| -------------- | ------------------ | ------------------------ | ---------------------------- | -------------- | --- |
| 東京都         | TOKYO MX           | 2014年10月6日 - 12月26日 | 月曜 - 金曜 21:55 - 22:00    | 独立局         | |
| 日本全域       | ニコニコチャンネル | 2014年10月6日 - 12月26日 | 月曜 - 金曜 21:55 更新       | ネット配信     | 第2話以降48時間無料                                                                                              |
| 日本全域       | GYAO!              | 2014年10月11日 -         | 土曜 0:00 更新               | ネット配信     | 「振り返り」の配信なし 4話ずつ1週間無料配信                                                                      |
| 日本全域       | dアニメストア      | 2014年10月15日 -         | 不定期 12:00 更新            | ネット配信     | 「振り返り」の配信なし 見放題サービス利用者は全話見放題                                                          |
| 日本全域       | ニコニコ生放送     | 2014年10月19日 -         | 不定期 0:30 - 1:00           | ネット配信     | 「振り返り」を除く、5 - 7話分ずつを放送                                                                          |
| 日本全域       | バンダイチャンネル | 2014年10月24日 -         | 金曜 更新                    | ネット配信     | |
| 岡山県・香川県 | テレビせとうち     | 2015年1月11日 - 4月12日  | 日曜 2:05 - 2:30（土曜深夜） | テレビ東京系列 | 作品の舞台地。「振り返り」を除く、4話分ずつを放送 最終回にて出演者（菊池正美・佐藤あずさ）によるロケ地紹介を放送 |

#### BD / DVD
| 巻 | 発売日        | 収録話          | 規格品番   | 規格品番   |
| 巻 | 発売日        | 収録話          | BD         | DVD        |
| -- | ------------- | --------------- | ---------- | ---------- |
| 壱 | 2015年1月21日 | 第1話 - 第15話  | VPXY-71361 | VPBY-14358 |
| 弐 | 2015年2月18日 | 第16話 - 第30話 | VPXY-71362 | VPBY-14359 |
| 参 | 2015年3月18日 | 第31話 - 第50話 | VPXY-71363 | VPBY-14360 |

## 小説
真・天地無用! 魎皇鬼
富士見書房より現在3巻まで小説が出版されている。著者は黒田洋介、梶島正樹。OVA版「天地無用! 魎皇鬼」のアニメ本編に登場しているキャラの過去の経歴や裏設定などを描いたもの。2004年から「真・天地無用!魎皇鬼 外伝 天地無用! GXP」の題でGXPの小説版も出ている。詳細は天地無用! GXP#小説版を参照。
OVA予約特典の非売品である初期プロット小説だが、小説「天地無用! 魎皇鬼 第四期」と小説「天地無用! 魎皇鬼 第伍期」はこのシリーズの系譜になる。
| 巻             | 発売日    | ISBN               |
| -------------- | --------- | ------------------ |
| 壱の巻《樹雷》 | 1997年8月 | ISBN 4-8291-2763-5 |
| 弐の巻《遙照》 | 1998年3月 | ISBN 4-8291-2804-6 |
| 参の巻《鷲羽》 | 1999年5月 | ISBN 4-8291-2889-5 |
天地無用! 魎皇鬼
第1期の脚本を担当した長谷川菜穂子による『天地無用! 魎皇鬼』（第1期OVA）のノベライズから端を発した一連の小説作品群。富士見ファンタジア文庫より刊行。一部は『ドラゴンマガジン』で連載された。OVAと同名の小説であるが、結果的にOVA版とは設定の異なるパラレルワールド作品となっている。原作として梶島の名前が冠されていないが、『千客万来編』に限り梶島が表紙・口絵イラスト担当という形で関わっている。
| タイトル | 発売日     | ISBN                |
| --- | ---------- | ------------------- |
| 天地無用! 魎皇鬼 千客万来編・愛のヘキサグラム | 1993年5月  | ISBN 978-4829124994 |
| OVA第1期の後日談。 |            |                     |
| 天地無用! 魎皇鬼 諸行無常編〈上〉 | 1994年5月  | ISBN 978-4829125656 |
| OVA第1期のノベライズ版。 |            |                     |
| 天地無用! 魎皇鬼 諸行無常編〈下〉 | 1994年8月  | ISBN 978-4829125847 |
| 天地無用! 魎皇鬼 天地様、ご乱心!?〈上〉 | 1995年6月  | ISBN 978-4829126301 |
| ここから完全オリジナル。天地の母の死因が明かされている。                                                                                                 |            |                     |
| 天地無用! 魎皇鬼 天地様、ご乱心!?〈下〉 | 1996年4月  | ISBN 978-4829126752 |
| 天地無用! 魎皇鬼 混沌の覇者 | 1995年10月 | ISBN 978-4829126516 |
| TVゲームで良い成績が出せない天地のために、鷲羽が作った仮想世界（ファンタジーRPG）が舞台となる。が、やはりトラブルが発生してしまい、なぜか主人公は清音に… |            |                     |
| 天地無用! 魎皇鬼 サルでもできる世界征服 | 1996年9月  | ISBN 978-4829127049 |
| 神我人の息子の神我巳（かがみ）なるキャラクターが登場する。                                                                                               |            |                     |
| 天地無用! 魎皇鬼 よいこのせいかつ編 | 1996年11月 | ISBN 978-4829127186 |
| 天地無用! 魎皇鬼 ハワイの休日 | 1997年4月  | ISBN 978-4829127384 |
| 天地無用! 魎皇鬼 家内安全編 | 1997年10月 | ISBN 978-4829127759 |
| 天地無用! 魎皇鬼 無病息災編 | 1998年4月  | ISBN 978-4829128107 |
| 天地無用! 魎皇鬼 夢のかたち | 1998年10月 | ISBN 978-4829128442 |
| 長谷川版小説天地の最終巻。 |            |                     |
| 天地無用! 真夏のイヴ | 1997年7月  | ISBN 978-4829127612 |
| 同名映画の原作小説。「無病息災編」と「夢のかたち」の間に入る形で作られた番外小説。                                                                       |            |                     |
劇場版 天地無用!
富士見ファンタジア文庫発行。著者はねぎしひろし。
- 天地無用! in LOVE 夢の家
  - アニメの『in LOVE』はTVシリーズの世界観だが当ノベライズ版では一部にOVA一期または長谷川小説版に設定が準じているような描写（勝仁のアルバムを観たときの阿重霞と魎呼の会話、美星の魎呼と鷲羽に関する発言等）がある。

- 天地無用! in LOVE2 遥かなる想い

新・天地無用!
角川CDmini文庫発行。著者は関島真頼。
- 新・天地無用! 佐久耶の告白 小さな恋人

CD主演 - 飯塚雅弓 / イメージソング「天使の誘惑」
- 新・天地無用! 砂沙美の祈り 半径10メートルの愛

CD主演 - 横山智佐 / イメージソング「フレンズ」
- 新・天地無用! 魎呼のこころ ふりむけば霊体離脱

CD主演 - 折笠愛 / イメージソング「14番目の月」
愛・天地無用! モモノキヲク
講談社ラノベ文庫。原作・梶島正樹、著・水樹尋。
| 巻                             | 発売日         | ISBN                   | 内容                            |
| ------------------------------ | -------------- | ---------------------- | ------------------------------- |
| 愛・天地無用! モモノキヲク(上) | 2014年12月26日 | ISBN 978-4-06-381421-7 | 第1話天地登場 - 第30話天地開幕  |
| 愛・天地無用! モモノキヲク(下) | 2015年4月2日   | ISBN 978-4-06-381448-4 | 第31話天地拉致 - 第50話一期一会 |
パラダイスウォー
原作：梶島正樹、著：水樹尋、イラスト：エナミカツミ。
講談社ラノベ文庫から発売されている本作の関連作品。山田西南他により銀河内の上位百強の海賊ギルドが壊滅および機能停止し、瀬戸等の将来の夢として語られる汎銀河連合が結成されるめどがついた未来が舞台になっている。OVA『天地無用! 魎皇鬼』第伍期の一部として関連エピソードがアニメ化された。

## 漫画
天地無用! 魎皇鬼
角川書店から出版されているコミカライズ作品。奥田ひとし作。連載は『月刊コミックドラゴン』（1993年12月号）→『月刊ドラゴンジュニア』→『月刊ドラゴンエイジ』（全て富士見書房刊）と移り変わった。2006年1月号をもって本編は完結。その後も同作者により2006年2月号に完結記念スペシャル4コマ「天地御免! アペンディクス」（4ページ）が、同3月号・4月号には番外編「天地無用! 砂沙美ちゃん あらかると!」が掲載された。いわゆる「奥田版天地」は、これで連載完了となった。
ストーリーはOVAのコミカライズではなくオリジナルであるが、梶島版の設定内容を踏襲するよう心がけられている。ただし、コミック版も原作として梶島の名前を冠していない。
| 巻                                | 発売日                     | ISBN                       |
| 天地無用! 魎皇鬼（全12巻）        | 天地無用! 魎皇鬼（全12巻） | 天地無用! 魎皇鬼（全12巻） |
| --------------------------------- | -------------------------- | -------------------------- |
| 1                                 | 1994年12月                 | ISBN 978-4047121010        |
| 2                                 | 1995年03月                 | ISBN 978-4047121034        |
| 3                                 | 1995年09月                 | ISBN 978-4047121096        |
| 4                                 | 1996年04月                 | ISBN 978-4047121171        |
| 5                                 | 1996年10月                 | ISBN 978-4047121249        |
| 6                                 | 1997年04月                 | ISBN 978-4047121317        |
| 7                                 | 1997年08月                 | ISBN 978-4047121393        |
| 8                                 | 1998年08月                 | ISBN 978-4047121676        |
| 9                                 | 1998年12月                 | ISBN 978-4047121768        |
| 10                                | 1999年05月                 | ISBN 978-4047121881        |
| 11                                | 1999年12月                 | ISBN 978-4047122130        |
| 12                                | 2000年09月                 | ISBN 978-4047122451        |
| 新・天地無用! 魎皇鬼（全10巻）    |                            |                            |
| 1                                 | 2001年09月                 | ISBN 978-4047122772        |
| 2                                 | 2001年12月                 | ISBN 978-4047122895        |
| 3                                 | 2002年08月                 | ISBN 978-4047123045        |
| 4                                 | 2003年02月                 | ISBN 978-4047123205        |
| 5                                 | 2003年08月                 | ISBN 978-4047123397        |
| 6                                 | 2004年4月1日               | ISBN 978-4047123526        |
| 7                                 | 2004年9月1日               | ISBN 978-4047123670        |
| 8                                 | 2005年01月                 | ISBN 9784047123854         |
| 9                                 | 2005年8月1日               | ISBN 978-4047124141        |
| 10                                | 2006年2月1日               | ISBN 978-4047124400        |
| 番外編                            |                            |                            |
| 天地無用!砂沙美伝説               | 2002年03月                 | ISBN 978-4047122949        |
| 天地無用! 砂沙美ちゃんあらかると! | 2006年3月29日              | ISBN 978-4047124455        |
天地無用！in LOVE 2 〜Eternal Memory〜
角川書店発行。原作はねぎしひろし、作画は松原あきら。「in LOVE 2」は『コミックドラゴン』1999年6月号、番外編は『ドラゴンジュニア』に掲載。
愛・天地無用!
『月刊少年シリウス』（講談社）にて2015年1月号から12月号まで連載。漫画・仲里はるな。

## ラジオ
秘密の天地無用!
1995年10月14日から1997年4月6日まで文化放送にて放送された。パーソナリティは折笠愛、高田由美、ズッキーニ飯塚。
愛と由美のあぁぁ新天地!
1997年4月13日から1999年10月3日まで文化放送にて放送された。パーソナリティは折笠愛、高田由美、水野愛日、ズッキーニ飯塚。
24時半ラジオ!愛は天地を救う!?
2014年10月9日から2015年1月2日まで文化放送 超!A&G+にて木曜24時30分 - 25時に放送された。HiBiKi Radio Stationでは、2014年10月13日から2015年1月5日まで配信された。パーソナリティは優木かな、M・A・O、深田愛衣。
天地無用!秘密のらじお?全然ひみつじゃない!
2016年5月12日（プレ配信）/6月9日（本放送）から2017年9月28日まで第四期公式サイトで配信していたWEBラジオ。パーソナリティは佐藤あずさ、田辺留依。

## 舞台
2019年7月17日から21日まで、東京・新宿村LIVEで舞台版公演。第1期を元にしている。
スタッフ
- 脚本 - 五十嵐和弘（エンターテインメント風集団秘密兵器）
- 演出 - 大森博

キャスト
- 柾木天地 - 佐藤一真
- 魎呼 - 兎明
- 阿重霞 - Yuzurisa
- 砂沙美 - 天宮みや
- 九羅密美星 - 姫城碧海
- 魎皇鬼 - 伊藤玲奈
- 神我人 - 佐藤大介
- 白眉鷲羽 - 小山まりあ
- 阿座化・清音 - 依里
- 火美猛 - 大森瑞生
- 柾木信幸 - 森下和
- 柾木勝仁・遙照 - 石坂史朗
- アンサンブル - 大森美来、西村功我、市川美沙希、野田龍之介、桜樹舞都

## 関連商品

### 映像作品
天地無用! LIVE 大天地祭'94
1995年2月25日発売。ライブビデオ。
天地無用! の内祝 〜とは言うものの、いつになるんだOVA〜
2003年6月25日発売。第3期発売前のプロモーションDVD。
天地無用! 秘密鍋（えんたていめんと）
2004年5月26日発売。情報バラエティ「自動的電影紙芝居」と番外ミニドラマ「不定期情報局『にんじん屋』」収録。出演は小桜エツ子と金田朋子。

### 音楽CD
| 名前                                                                                                  | 発売日         | 備考 |
| --- | -------------- | --- |
| 天地無用! 魎皇鬼 音楽編 其の一                                                                        | 1992年8月25日  | OVAに先行して発売されたサウンドトラック。ミニドラマ収録。 |
| 天地無用! 魎皇鬼 音楽編 其の二                                                                        | 1993年3月25日  | OVAサントラ。 |
| 天地無用! 魎皇鬼のクリスマス                                                                          | 1993年11月25日 | イメージアルバム。ミニドラマ「マッチ売りの少女」「クリスマス・キャロル」収録。 |
| 天地無用! 魎皇鬼 音楽編 其の三                                                                        | 1994年9月22日  | OVAサントラ。OVAの第2期シリーズに繋がるミニドラマ「第八話序説 砂沙美がいないということ」収録。 |
| 天地無用! 魎皇鬼のベストアルバム                                                                      | 1994年11月25日 | ソング集。一部は新録音。 |
| 天地無用! 魎皇鬼 秘宝館                                                                               | 1995年3月22日  | CD5枚セット。 - 天之巻 - ライブアレンジ曲集。 - 地之巻 - ベストアルバム第2弾。 - 無之巻 - 未収録BGM集。 - 用之巻 - CDスペシャル「天地開闢時空道行」のディレクターズカット版。オリジナルでは未収録になった「平安無用!」が収録されており、代わりに歌が削られている。 - !之巻 - CD-Gカラオケ集。曲は「ベストアルバム」と同じ。 |
| TV天地無用! CDシリーズ1 美星の駐在日記                                                                | 1995年5月24日  | TVアニメサントラ。ミニドラマ収録。 |
| 天地無用! EXTRA-CD 阿重霞版 銀盤にいまそかり                                                          | 1995年9月21日  | イメージアルバム。ミニドラマ収録。 |
| ソニア/天地無用! ?ソニア ワンダーランド?                                                              | 1995年9月21日  | ソング集 |
| TV天地無用! CDシリーズ2 清音の特捜日記                                                                | 1995年11月10日 | TVサントラ。ミニドラマ収録。 |
| MEET THE TENCHI-MUYO!                                                                                 | 1996年1月24日  | 英語ヴァージョンCD |
| 劇場版天地無用! in LOVE オリジナル・サウンドトラック                                                  | 1996年4月24日  | 映画サントラ |
| 天地無用! in LIVE TOUR'96                                                                             | 1996年8月21日  | ライブCD。 |
| 天地無用! 登校無用オリジナル・サウンドトラック                                                        | 1996年10月23日 | ゲームサントラ |
| 天地無用! Heartful Songs                                                                              | 1996年12月21日 | ソング集 |
| 天地無用! 歌う大決算!!                                                                                | 1997年3月25日  | ソング集。Disc6枚組。総てのDiscに於いてカラオケ版あり。 |
| 天地無用! ラジオJUKEBOX DISC1 歌う秘密の天地無用! 世界一周柾木家の旅                                  | 1996年12月21日 | ラジオ「秘密の天地無用!」ソング集 |
| 天地無用! ラジオJUKEBOX DISC2 歌う秘密の天地無用! ミュージックFANカウントダウンフェアステーションHEY! | 1996年12月26日 | ラジオ「秘密の天地無用!」ソング集。ミニドラマ収録。 |
| 天地無用! ラジオJUKEBOX DISC3 歌う秘密の天地無用! オーディション×オーディション                       | 1997年4月23日  | ラジオ「秘密の天地無用!」ソング集。ミニドラマ収録。 |
| 新・天地無用! 音楽編其の一                                                                            | 1997年5月28日  | 「新・天地無用!」サントラ。おまけドラマ「春爛漫 佐久耶 暴走アプローチ」収録。 |
| 新・天地無用! 音楽編其の二                                                                            | 1997年9月24日  | 「新・天地無用!」サントラ。おまけドラマ「蝉の声 聞けば想い出 よみがえる」収録。 |
| 天地無用! ラジオJUKEBOX DISC4 BOX                                                                     | 1997年5月28日  | ラジオ「秘密の天地無用!」ソング集。ミニドラマ収録。 |
| 天地無用! 真夏のイヴ オリジナル・サウンドトラック                                                     | 1997年7月23日  | 映画サントラ。 |
| 劇場版天地無用! in LOVE2 遙かなる想い オリジナルサウンドトラック                                      | 1999年3月25日  | 映画サントラ |
| 天地無用! GXP オリジナルサウンドトラック                                                              | 2002年7月24日  | TVアニメサントラ。 |
| 天地無用! 魎皇鬼 音楽編 第三期シリーズ・其の一                                                        | 2003年10月22日 | OVAサントラ。 |
| 天地無用! の主題歌ベストアルバム                                                                      | 2004年12月22日 | 主題歌集。 |
| 天地無用! 魎皇鬼 音楽編 第三期シリーズ・其の二                                                        | 2005年1月26日  | OVAサントラ。 |
| 天地無用! 魎皇鬼 音楽編 第三期シリーズ・其の三                                                        | 2005年9月14日  | OVAサントラ。 |

### ドラマCD
| 名前                                                                | 発売日         | 備考 |
| ------------------------------------------------------------------- | -------------- | --- |
| 天地無用! 魎皇鬼 CDスペシャル 天地開闢時空道行                      | 1993年7月24日  | ドラマCD。時間の都合で1話が未収録となっており、前述の「秘宝館」にディレクターズカット版が収録された。          |
| 天地無用! 魎皇鬼CDスペシャル2 太陽系七つの秘湯                      | 1994年4月27日  | ドラマCD。 |
| 天地無用! 魎皇鬼'（ダッシュ）第一話「オタク、誰?」                  | 1994年6月25日  | ドラマCD。「ダッシュ」シリーズは、梶島版の構想にあったエピソードのうちアニメ化されなかったものをCD化したもの。 |
| 天地無用! 魎皇鬼'（ダッシュ）第二話「砂沙美のセント・バレンタイン」 | 1995年1月25日  | ドラマCD。 |
| 天地無用! ラジオ幕ノ内弁当 和風                                     | 1995年12月8日  | ラジオドラマ。                                                                                                 |
| 天地無用! ラジオ幕ノ内弁当 洋風                                     | 1995年12月21日 | ラジオドラマ。                                                                                                 |
| 天地無用! ラジオ幕ノ内弁当 中華風                                   | 1996年2月22日  | ラジオドラマ。                                                                                                 |
| 天地無用! ラジオ幕ノ内弁当 エスニック風                             | 1996年4月10日  | ラジオドラマ。                                                                                                 |
| 天地無用! ラジオ電影箱 ミステリーch.                                | 1996年6月12日  | ラジオドラマ。                                                                                                 |
| 天地無用! ラジオ電影箱 アクションch.                                | 1996年6月12日  | ラジオドラマ。                                                                                                 |
| 天地無用! ラジオ電影箱 時代劇ch.                                    | 1996年9月25日  | ラジオドラマ。                                                                                                 |
| 天地無用! ラジオ電影箱 SF-Xch. 電影箱                               | 1996年11月27日 | ラジオドラマ。                                                                                                 |
| 劇場公開記念スペシャルラジオドラマ 天地無用! 真夏のカーニヴァル     | 1997年9月24日  | ラジオドラマ。                                                                                                 |
| 愛と由美のはあぁ裏天地! in 北海道                                   | 1998年1月21日  | ラジオ番組。                                                                                                   |

### コンピュータゲーム
| 名前                                     | ハード                    | 発売日         | 発売元              | 備考                                                     |
| ---------------------------------------- | ------------------------- | -------------- | ------------------- | -------------------------------------------------------- |
| 天地無用! 魎皇鬼                         | PC-9801                   | 1994年11月11日 | バンプレスト        | ジャンルはAVG。                                          |
| 天地無用! 魎皇鬼                         | PCエンジンSUPER CD-ROM2版 | 1995年5月26日  | NECアベニュー       | PC-98版のリメイク。                                      |
| 天地無用! ごくらくCD-ROM for SEGA SATURN | セガサターン              | 1995年9月29日  | ユーメディア        |                                                          |
| 天地無用! げーむ編                       | スーパーファミコン        | 1995年10月27日 | バンプレスト        | ジャンルはSLG風。                                        |
| 天地無用! 魎御理温泉湯けむりの旅         | セガサターン              | 1996年2月9日   | ユーメディア        | ジャンルはAVG。                                          |
| 天地無用! 魎皇鬼FX                       | PC-FX                     | 1996年7月12日  | NECインターチャネル | PCE版リメイク「白亜邂逅」と「清音逢偶」の2部構成。       |
| 天地無用! 登校無用                       | PlayStation               | 1996年9月13日  | エクシング          | ジャンルはAVG。                                          |
| 天地無用! 登校無用 アニラジコレクション  | セガサターン              | 1997年1月17日  | エクシング          | ジャンルはAVG。                                          |
| 天地無用! 連鎖必要                       | セガサターン              | 1997年2月28日  | パイオニアLDC       | ぷよぷよ風「ぶくぶく」の落ち物対戦ゲーム。開発はaccess。 |

評価
SS版『登校無用』はSATURN FANサターンソフトImpression!では6、8、5、7、6の32点（平均6.4）。レビュアーはおまけCDがあることでPS版よりファン向けになっているデジタルコミックのようで、原作を知らない人には作品の説明がなく設定の把握やノリを楽しめないが、メディアミックスされる中で設定が混ざることなくシステムはよくあるコマンド選択式でストーリーは深くはないがキャラ立ちしていてファンには楽しめる、読み込み時間は気にならない、テキストはフルボイスで声優も豪華、ムービーはなかなかの出来、おまけCDのためだけにも入手したい出来の良さだとした他、本作オリジナルキャラが今一つであるとした。

#### アミューズメントディスク
| 名前                                                      | ハード        | 発売日        | 発売元        |
| --------------------------------------------------------- | ------------- | ------------- | ------------- |
| 天地無用! 魎皇鬼 ごくらくCD-ROM for Mac                   | Mac           | 1995年2月24日 | パイオニアLDC |
| 天地無用! 魎皇鬼 ごくらくCD-ROM for Windows               | Windows       | 1995年3月31日 | パイオニアLDC |
| 天地無用! 魎皇鬼 -DAY AFTER DAY-                          | Windows&Mac   | 1995年8月10日 | パイオニアLDC |
| 天地無用! 魎皇鬼 ごくらくCD-ROM2 今度はRPG（笑）だってよ! | Windows版&Mac | 1996年3月22日 | パイオニアLDC |
| 天地無用! in LOVE ごくらくCD-ROM                          | Windows       | 1996年9月20日 | パイオニアLDC |
| 天地無用! ソリティア                                      | Windows       | 1998年10月9日 | AICスピリッツ |

## その他の作品
- 天地無用! RPG 天地争奪戦
- 騒動無用! 天地無用! RPG
- 天地無用! in LOVE RPG
- 天地無用! 漂流記 MAGIUS天地無用! RPGリプレイ集

カセットテープ
- アニメイトボイスカセット ボイスコレクション天地無用! 魎呼&阿重霞編

## 派生作品
フォトン
1997年から1999年にかけて発表されたOVA作品。後に製作される『異世界の聖機師物語』と共通する設定が登場するが、別世界の作品となっている。
デュアル!ぱられルンルン物語
1999年にWOWOWにて放送されたTVアニメ。全14話。『真・天地無用! 魎皇鬼外伝 天地無用! GXP』において、『デュアル!ぱられルンルン物語』が大先史文明初期(約10億年前)である事が明記されている。
天地無用! GXP
2002年に放送されたTVアニメ。天地無用!TVシリーズとは異なり、OVA『魎皇鬼』の設定に基づいており、OVA第3期の1年後を描いたサイドストーリー。
BPS バトルプログラマーシラセ
2003年に放送されたTVアニメ。「プリティサミー」の天野美紗緒が登場している。
砂沙美☆魔法少女クラブ
「プリティサミー」と同様、砂沙美が魔法少女として活躍するスピンオフ作品。「天地無用!」シリーズ・「プリティサミー」シリーズのいずれとも関連は薄く、キャラクターを借りているだけの別作品。基本キャラクターのうち砂沙美・美星・鷲羽・魎皇鬼のみ登場する。
- 砂沙美☆魔法少女クラブ 全13話 （2006年4月 - 2006年7月）
- 砂沙美☆魔法少女クラブ シーズン2 全13話 （2006年10月 - 2007年1月）

異世界の聖機師物語
2009年5月から2010年5月にかけて発表されたOVA作品。OVA『魎皇鬼』の主人公・柾木天地の異母弟、柾木剣士の異世界ジェミナーでの戦いを描いた作品。
お祭り前日の夜
梶島正樹デザインワークスの署名で出されている梶島正樹監修の同人誌シリーズ。

### 成年向け作品
全て梶島正樹が原作を担当。18禁OVA。
Space Ofera アッガ・ルター
1998年発表。AICとビームエンタテインメント（現:ハピネット）制作。幼少期に女海賊・ジャニスに両親を殺され、宇宙船「アッガ・ルター」で育ち18歳を迎えた少年・太陽は、ジャニス率いる宇宙海賊に船ごと拿捕されてしまう。そこから太陽の女性経験を絡ませた冒険が始まるほのぼのとした作品。4話まで制作（未完）。1999年にはアダルトゲームも発売。
御先祖賛江（ごせんぞさんえ）
1999年発表。AICとビームエンタテインメント（現:ハピネット）制作。梶島正樹が原作・キャラクターデザインを担当。両親を失った高校生・平賀 源は曾曾祖母の屋敷で暮らすことになるが、源のある異常体質をめぐり繰り広げられるシリアスな作品。全4話。
続・御先祖賛江
2000年発表。AICとグリーンバニー（ビームエンタテイメント）制作。御先祖賛江の続編であるが、作画が若干変更されている。全4話完結。2021年5月に「魎皇鬼 第伍期」ブルーレイ発売元のホビボックスより「御先祖賛江」と合わせたBD-BOXが発売予定。
貴方だけこんばんわ
2009年 - 2011年に発表。AICとGPミュージアムソフト（現:オールインエンタテインメント）制作。主人公とほとんどの登場人物を一新した御先祖賛江の第3作目。亡くなった祖父の家業を継ぐために実家の大屋敷へ両親より先に引っ越してきた、孫の高校生・由鈴正吾を取り巻く同居人や同級生達と絡み合う女難の日々を描いた、ハーレムもの色が強い作品。全5話完結。2012年5月には120分に編集した総集編が発売された。